# Sophia Popov
Sophia Popov est une golfeuse professionnelle allemande née le 2 octobre 1992,.

## Biographie

### Carrière amateur
En tant qu'amateure, elle a joué à l'Université de Californie du Sud à Los Angeles. Elle remporte l'International European Ladies Amateur Championship (en) et a joué dans les équipes Junior Solheim Cup et Espirito Santo Trophy.

### Carrière professionnelle
En 2015, Popov faisait partie de l'équipe de la télévision allemande lors de la diffusion Solheim Cup.
Popov a participé au Symetra Tour entre 2016 et 2020, où elle obtient quatre secondes places au Chico's Patty Berg Memorial 2016, au Danielle Downey Credit Union Classic (en) 2016, au Tullymore Classic 2017 et au Founders Tribute at Longbow 2020. En 2016, elle se qualifie pour l' US Women's Open à CordeValle où elle termine dernière du classement après avoir passé le cut. En 2018, elle termine 57e exæquo au championnat féminin de la PGA à Kemper Lakes.
En février 2019, Popov échoue à un point près à gagner une place sur le LPGA Tour pour la saison 2019 via la Q-School. En 2020, alors que les tours Symetra et LPGA sont touchés par la pandémie de Covid-19, elle remporte trois tournois sur le Cactus Tour, un mini-tour basé en Arizona. Elle enchaîne avec une victoire à l'Open britannique dames (sous le nom d'« Open féminin AIG ») au Royal Troon, après s'être qualifiée grâce à une bonne place au Marathon Classic. Avant sa victoire à l'Open britannique 2020, Popov était classée 304e mondiale.

### Vie privée
Popov possède la double nationalité américano-allemande étant née aux États-Unis et ayant déménagée en Allemagne avec sa famille à l'âge de quatre ans. Ses grands-parents paternels sont bulgares.

## Palmarès

### Amateur
- 2008 European Ladies 'Club Trophy (individuel), championnat allemand des filles (moins de 16 ans)
- Trophée des clubs européens féminins 2009 (individuel)
- 2010 Championnat International Européen Amateur Dames, Challenge PAC 10-SEC
- 2011 PING / ASU Invitational, Championnat PAC-10
- Battle at Rancho Bernardo 2012
- SDSU Farmers Invitational 2013

### Professionnel

#### Tournois majeurs (Grand chelem)
| No. | Date         | Tournoi          | Score gagnant          | Marge de victoire | Seconde place       |
| --- | ------------ | ---------------- | ---------------------- | ----------------- | ------------------- |
| 1   | 23 août 2020 | Open féminin AIG | −7 (70-72-67-68 = 277) | 2 coups           | Thidapa Suwannapura |

| Tournoi                 | 2011 | 2012 | 2013 | 2014 | 2015 | 2016 | 2017 | 2018 | 2019 | 2020 | 2021 | 2022 | 2023 | 2024 |
| ----------------------- | ---- | ---- | ---- | ---- | ---- | ---- | ---- | ---- | ---- | ---- | ---- | ---- | ---- | ---- |
| ANA Inspiration         |      |      |      |      |      |      |      |      |      |      | T60  | T44  |      | CUT  |
| US Open féminin de golf |      |      |      |      |      | 72   |      |      |      | T40  | CUT  | CUT  |      | T26  |
| LPGA Championship       |      |      |      |      | CUT  |      |      | T57  |      | T23  | CUT  | CUT  |      | CUT  |
| The Evian Championship  |      |      |      |      |      |      |      |      |      | NT   | T60  | CUT  |      | CUT  |
| Open britannique dames  | 67   |      |      |      |      |      |      |      |      | 1    | CUT  | CUT  |      | CUT  |

CUT = n'a pas passé le cut

NT = no tournament (pas de tournoi)

T = « tied » ((ex æquo))